# Jølstravatnet

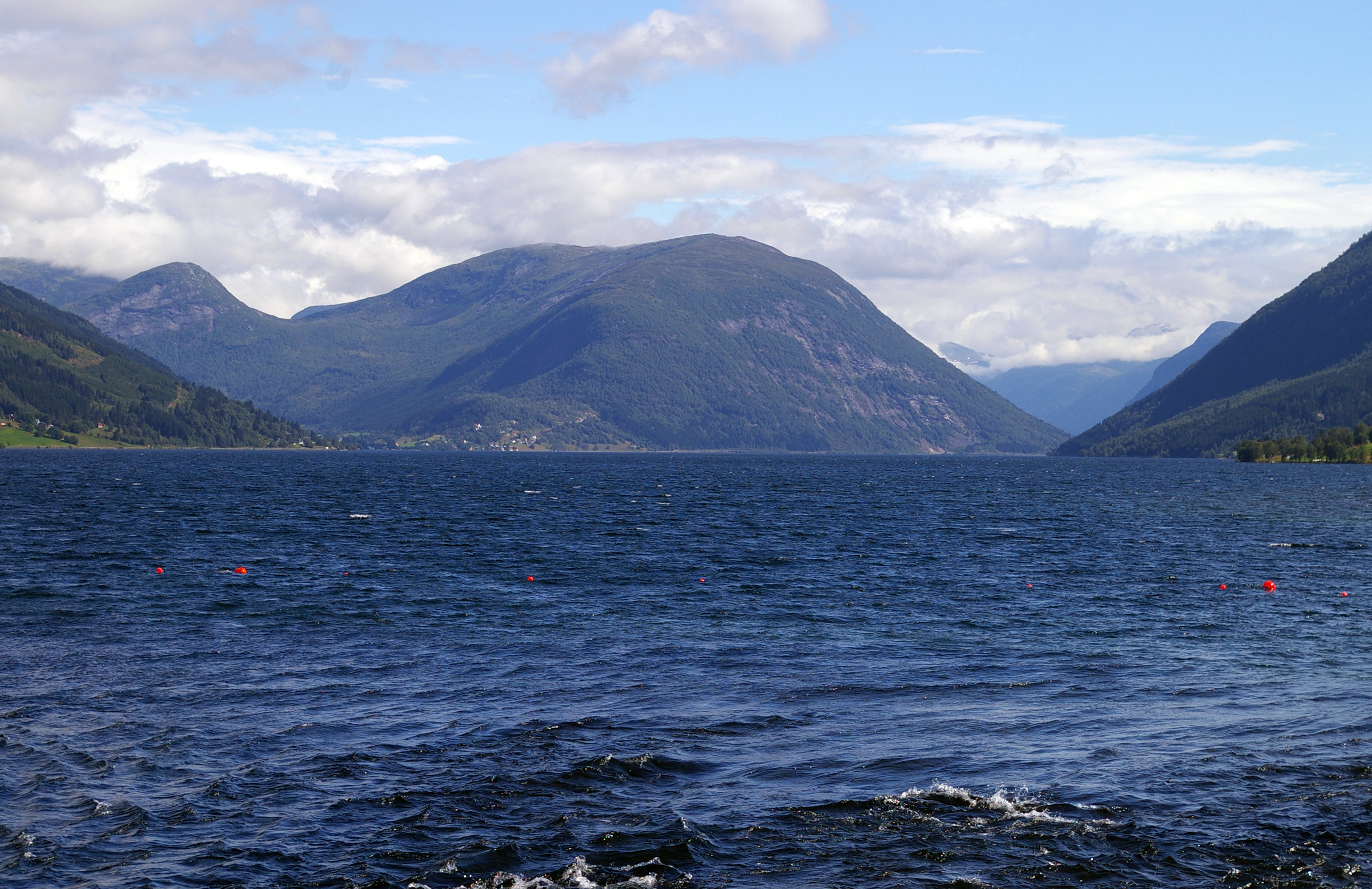
Sjön Jølstravatnet sedd från byn Vassenden där den har sitt utlopp.

Jølstravatnet är en sjö i Sunnfjords kommun i Vestland fylke i västra Norge. Sjön är belägen 210 meter över havet med ett största djup av 183 meter och en yta på 40 kvadratkilometer. Den bildar avlopp till Førdefjorden genom älven Jølstra.